# Campeonato Paulista de Futebol de 1961 - Primeira Divisão
O Campeonato Paulista de Futebol de 1961 - Primeira Divisão foi a 15.ª edição da competição de futebol de São Paulo, equivaleu ao segundo nível do futebol do estado.

## Classificação
| 1  | Ponte Preta (Campinas)                | 33 |
| 2  | Batatais (Batatais)                   | 26 |
| 2  | Bragantino (Bragança Paulista)        | 26 |
| 4  | São Bento (Sorocaba)                  | 22 |
| 5  | Nacional (São Paulo)                  | 20 |
| 5  | Ferroviária (Botucatu)                | 20 |
| 7  | Paulista (Jundiaí)                    | 19 |
| 8  | Irmãos Romano (São Bernardo do Campo) | 17 |
| 9  | XV de Jaú (Jaú)                       | 16 |
| 10 | Elvira (Jacareí)                      | 14 |
| 11 | Estrela da Saúde (São Paulo)          | 07 |

| 1  | Prudentina (Presidente Prudente)  | 23 |
| 2  | Corinthians (Presidente Prudente) | 22 |
| 3  | América (São José do Rio Preto)   | 21 |
| 3  | Barretos (Barretos)               | 21 |
| 3  | Jaboticabal (Jaboticabal)         | 21 |
| 6  | AA Votuporanguense (Votuporanga)  | 20 |
| 7  | Francana (Franca)                 | 19 |
| 7  | Catanduva (Catanduva)             | 19 |
| 7  | Osvaldo Cruz (Osvaldo Cruz)       | 19 |
| 10 | AA São Bento (Marília)            | 18 |
| 11 | Tupã FC (Tupã)                    | 17 |

## Final
| 21 de outubro de 1961 | Ponte Preta         | 2 – 2 | Prudentina                 | Campinas                                            |
|                       | Ari 60' · Paulo 83' |       | Ademar II 15' · Rubens 69' | Renda: Cr$ 975.550,00 Árbitro: Olten Aires de Abreu |

| 29 de outubro de 1961 | Prudentina                             | 3 – 2 | Ponte Preta           | Presidente Prudente                                 |
|                       | Rubens 1' · Valter 65' · Ademar II 83' |       | Paulo 46' · Paulo 86' | Renda: Cr$ 547.750,00 Árbitro: Olten Aires de Abreu |

| 5 de novembro de 1961 | Ponte Preta                 | 3 – 2 | Prudentina                  | Estádio do Pacaembu                                 |
|                       | Ari · Ismar 30' · Paulo 79' |       | Ademar II 26' · Vicente 50' | Renda: Cr$ 951.050,00 Árbitro: Olten Aires de Abreu |

Na Prorrogação: Ademar II  10' e Reginaldo  12' do 2ºT marcaram para a Prudentina, ficando com o título.

## Premiação
| Campeonato Paulista de 1961 - Segunda Divisão |
| --------------------------------------------- |
| Prudentina Campeão (1º título)                |